# Prague Pride 2019

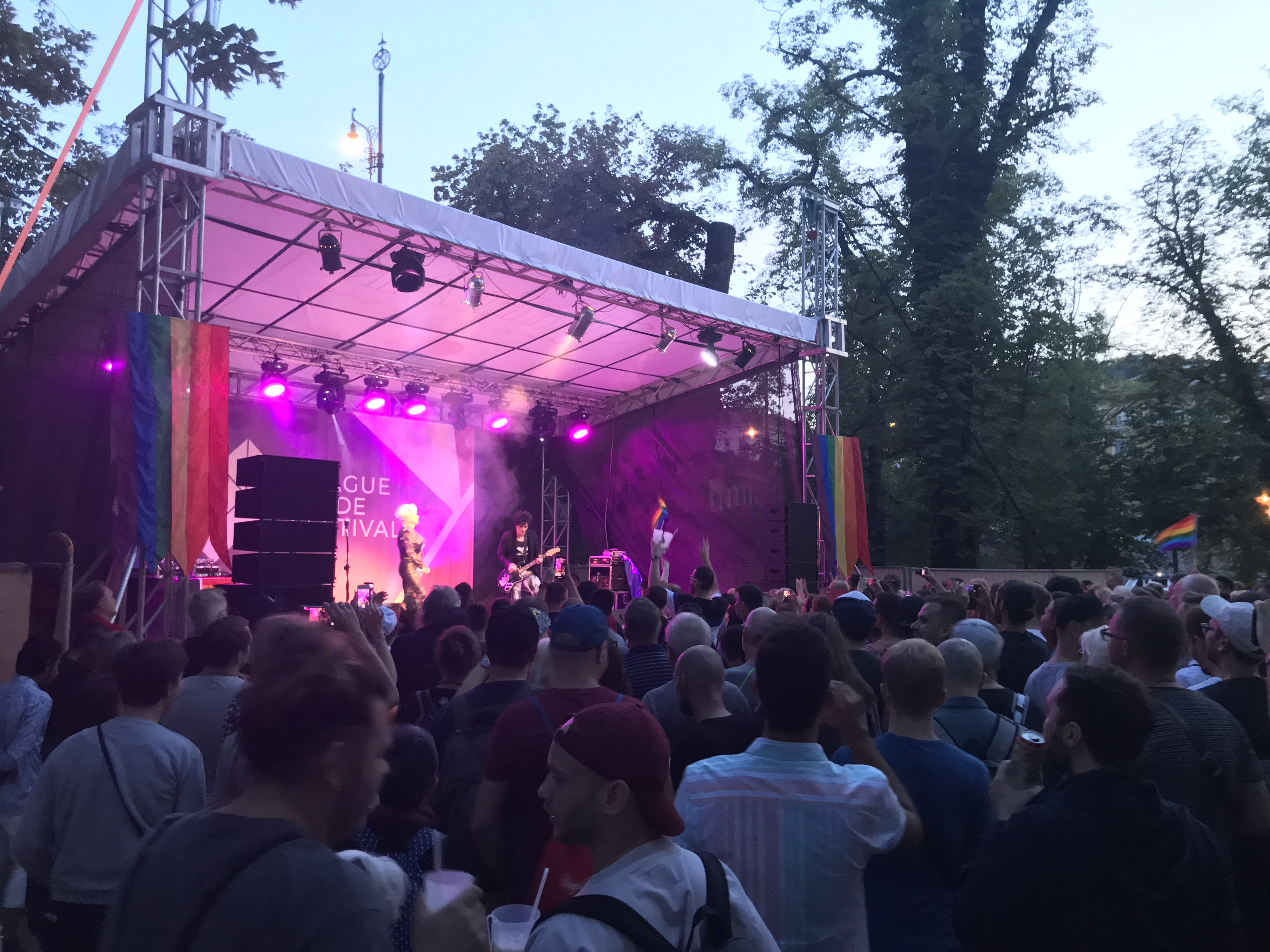
Vystoupení na Střeleckém ostrově 8. srpna

Prague Pride 2019 byl devátý ročník pražského festivalu LGBT hrdosti Prague Pride zaměřeného na gay, lesbickou, bisexuální a transgender tematiku, jehož program byl ohlášen na týden od pondělí 5. srpna do neděle 11. srpna 2019. Součástí naplánovaného programu bylo asi 140 jednotlivých akcí. Tradičně nejvýraznějším bodem programu se stal sobotní karnevalový průvod Prahou. Devátý ročník byl uspořádán v roce 50. výročí tzv. stonewallských nepokojů, tj. prvních spontánních protestů emancipačního hnutí LGBT lidí v New Yorku.

## Podpora
Poprvé bylo ohlášeno symbolické nasvícení petřínské rozhledny v duhových barvách. Záměr vyvěsit na svých budovách v průběhu festivalového týdne duhovou vlajku ohlásil pražský magistrát a některá zahraniční velvyslanectví. Ambasadoři a ambasadorky 16 zemí (Albánie, Dánska, Finska, Francie, Izraele, Kanady, Kypru, Mexika, Nizozemska, Rakouska, Řecka, Británie, Španělska, Švédska, Švýcarska, USA) podepsali společné prohlášení, v němž vyjádřili podporu lidským právům a základním svobodám LGBTI lidí. Duhovou vlajku na budově Nové radnice vyvěsil v pondělí 5. srpna primátor Zdeněk Hřib (Piráti) spolu s náměstkem Petrem Hlubučkem (STAN), radní Hanou Třeštíkovou (Praha sobě) a ředitelkou festivalu Hanou Kulhánkovou.

## Program
Mezi asi 140 jednotlivými akcemi v rámci týdenního programu byly ohlášeny mimo jiné diskuse o počátcích českého aktivismu, ženském fotbale či právech LGBT komunity v Číně, Vietnamu i Rusku či speciální program pro seniory ve spolupráci s organizací Život 90, součástí programu byla také divadelní představení, výstavy, semináře i sportovní akce.
Jako trojici tzv. maršálů, tedy osobností zahajujících sobotní karnevalový průvod, pořadatelé ohlásili dřívějšího dlouholetého předsedu SOHO v ČR Jiřího Hromadu, poslankyni a někdejší ministryni Karlu Šlechtovou a romského LGBT aktivistu Davida Tišera. Ohlášená trasa vedla z Václavského náměstí ulicí Na Příkopě, dále přes náměstí Republiky, Dvořákovo nábřeží a Čechův most a po schodech na Letnou. Úředně nahlášená očekávaná účast čítala 30 tisíc lidí. Počet zúčastněných byl oproti předchozímu ročníku o něco nižší, zejména kvůli vydatnému dešti, který celý sobotní průvod doprovázel.

## Protesty a vandalismus
I přesto, že žádné protesty proti devátému ročníku festivalu oficiálně nahlášeny nebyly, neobešla se akce bez žádných vážných či méně vážných incidentů. Ať už problémů s vandalismem, kdy neznámí pachatelé zapalovali a ničili duhovou výzdobu po celé Praze či v noci na sobotu polili schody na Letnou (kde každoročně končí trasa průvodu) 20 litry fritovacího oleje, až po přímé střety, když se jeden z protestujících pokusil z účastnice sobotního průvodu strhnout její duhovou vlajku. K dalšímu incidentu došlo ve čtvrtek kolem desáté hodiny večerní, kdy neznámý pachatel do lidí na Střeleckém ostrově, kde právě končil denní program festivalu, střílel římské světlice a další pyrotechniku.